# Territorio comanche (película)
Territorio Comanche es una película coproducida por España, Argentina, Francia y Alemania basada en la novela homónima de Arturo Pérez Reverte.

## Sinopsis
Ambientada en el Sarajevo de la primera mitad de los años 1990, durante la Guerra de Bosnia, la película relata el día a día en ese ambiente bélico de la ambiciosa periodista Laura Riera que pretende impulsar su carrera a través de las crónicas del conflicto, así como sus relaciones con el periodista Mikel y el cámara José, hombres ambos de arraigados principios.